# 関西フォーク
関西フォーク（かんさいフォーク）とは、1960年代後半から1970年代初頭にかけて、関西から生まれたフォークソングのジャンルである。反戦歌やプロテストソングを含んでいた。

## 関西フォークの歴史
軟弱とも見られたカレッジ・フォーク中心のフォークが大きく変化したきっかけは、京都の学生のフォーク・バンドであるザ・フォーク・クルセダーズの登場も一つの契機だった。ザ・フォーク・クルセダーズは、1967年に京都で開催された第1回フォークキャンプに参加し、自主的な音楽活動の中心的な役割を果たしていた。ザ・フォーク・クルセダーズがアマチュア時代に自主制作したアルバム『ハレンチ』に収録されていた「イムジン河」が京都、「帰って来たヨッパライ」が神戸のラジオで放送され、メジャーデビュー後、大ヒットとなった。
これまでのフォークソングと違ったメッセージ性の強い、アンダーグラウンドな音楽の登場で、フォークブームが巻き起こった。フォーク・クルセダーズが活動を終えると、高石ともやや中川五郎、五つの赤い風船などが続き、高田渡や遠藤賢司も関西に活動の「拠点を移し」、岡林信康の登場で最高潮を迎えた。1967年から関西フォークキャンプなどを端緒として、関西各地でフォークの拡大が見られた。
欧米でのベトナム反戦運動や学生運動、ヒッピー・ムーブメント、公民権運動や、日本の全共闘運動激化の時代背景の中、差別や社会への批判を歌詞にしたフォークは学生や若者たちから支持を受けた。新宿駅西口広場の『フォーク・ゲリラ』による反戦集会には数百人が参加した。
1969年から岐阜県恵那郡坂下町（現在の中津川市）で『全日本フォークジャンボリー』、1971年から大阪で『春一番』がはじまった。近畿放送（現在の京都放送）で1960年代から70年代に音楽番組を担当していたディレクターの川村輝夫は、ザ・フォーク・クルセイダーズの「イムジン河」が1968年に発売中止になった後もラジオでかけ続けるなど、関西フォークのシンガーたちの楽曲を積極的に放送して応援した。
京都の喫茶店「ほんやら洞」を拠点に活動していた有馬敲、片桐ユズルらオーラル派と呼ばれる詩の朗読に取り組む詩人たちがいた。片桐ユズルは、関西のフォークの状況などを伝えるミニコミ「かわら版」に執筆し、有馬敲の詩に関西フォークのミュージシャンたちが曲をつけて歌ったオムニバスLP『ぼくのしるし　わらべうた24』が「1970年に発表」されるといった動きもあった。
また、中山容は、片桐ユズルとともに、ボブ・ディランの楽曲の歌詞の翻訳に力を入れた。それらは、フォークキャンプコンサートなどの取り組みを通じて、さらに補作され、普及していった。全国的に火がついたブームであったが、全共闘運動などの消滅により、フォークソングが「アングラ」からニューミュージックなどの「メジャー」へと移行していった。
『春一番』も1979年を最後に中断するなか、京都では高石ともやなどが中心に1985年まで『宵々山コンサート』や『コンサート 夏の時代』などの活動を継続していた。
1994年から京都での『宵々山コンサート』が復活。2009年、会をまとめていたスタッフが死去し、継続が困難になり、第29回で宵々山コンサートはいったん終了。しかしフォーク・ファンから復活を望む声が多く、会が永六輔・高石ともやと最後の宵々山コンサートの開催を決定し、2011年「第30回宵々山コンサート」を開催した。阪神・淡路大震災のあった1995年には『春一番』が大阪城野外音楽堂で復活。
1999年、フォークキャンプのリーダー的存在だった藤村直樹が高石ともや、高田渡、豊田勇造、中川五郎、中山ラビ、中川イサト、遠藤賢司ら往年のフォークキャンプ参加者に呼びかけて、京都市の円山公園音楽堂で『京都フォークキャンプコンサート』を開いた。
きたやまおさむ企画の『コンサート 夏の時代』は、2000年に大阪で一度だけ復活した。
2009年、中津川で『全日本フォークジャンボリー』を受け継ぐ『'09 椛の湖フォークジャンボリー』が開催された。
福岡風太、阿部登がプロデュースする『春一番』は、会場を服部緑地野外音楽堂に変えて毎年継続中。しかしながら、主要メンバーの他界もあり、2020年が最後の春一番となる模様。

## 主なミュージシャン
- 高石ともや
- 岡林信康
- 中川五郎
- はしだのりひこ・加藤和彦・北山修（ザ・フォーク・クルセダーズ）
- 加川良
- 松山猛
- 坂庭省悟
- 中山ラビ・ひがしのひとし・古川豪・豊田勇造・三浦久
- 西岡たかし・中川イサト・長野たかし・金森幸介（五つの赤い風船）
- 有山淳司・武部行正
- 早川義夫・高橋照幸（ジャックス・休みの国）
- 杉田二郎・真崎義博
- 藤村直樹
- 小林隆二郎（ばとこいあ神戸）
- 金延幸子
- 塚本正治